# Barbarowo (sielsowiet Tumiłowicze)
Barbarowo – dawna wieś. Tereny na których leżała znajdują się obecnie na Białorusi, w obwodzie witebskim, w rejonie dokszyckim, w sielsowiecie Tumiłowicze.

## Historia
W czasach zaborów w guberni mińskiej Imperium Rosyjskiego.
W dwudziestoleciu międzywojennym folwark a następnie wieś leżał w Polsce, w województwie wileńskim, w powiecie duniłowickim, od 1926 w powiecie dziśnieńskim, w gminie Tumiłowicze, a następnie w gminie Dokszyce.
Według Powszechnego Spisu Ludności z 1921 roku zamieszkiwało tu 58 osób, 56 było wyznania rzymskokatolickiego a 2 prawosławnego. Jednocześnie 55 mieszkańców zadeklarowało polską przynależność narodową, a 3 białoruską. Było tu 8 budynków mieszkalnych. W 1931 w 8 domach zamieszkiwały 54 osoby.
Wierni należeli do parafii rzymskokatolickiej w Dokszycach i prawosławnej w Tumiłowiczach. Miejscowość podlegała pod Sąd Grodzki w Dokszycach i Okręgowy w Wilnie; właściwy urząd pocztowy mieścił się w Tumiłowiczach.